# Randy Black
Randy Black (Moose Jaw, 17 novembre 1963) è un batterista canadese, conosciuto soprattutto per le sue collaborazioni con Primal Fear e Annihilator. É un musicista ambidestro, infatti il suo drumkit è strutturato in modo speculare, per poter essere suonato da destra a sinistra e viceversa.

## Carriera
Randy è nato a Moose Jaw, Saskatchewan, in Canada. Il suo primo ingaggio professionale risale al 1980 con una band chiamata "The Edge", ma il suo primo vero e proprio tour avviene nel 1982 con i "The Kaotics". Nel 1984 Randy ha collaborato con i "Click" , una cover band di Journey e Rush; questo sodalizio durò ben 9 anni, nei quali la band non cambiò mai formazione.
Nel 1993, Randy si trasferisce a Vancouver, Columbia, e si unisce agli Annihilator; i nuovi colleghi restano molto colpiti dalla sua elevata precisione tecnica e lo soprannominano “human drum machine".
Nel 1998, Randy viene ingaggiato per incidere il disco I Bificus della cantante canadese Bif Naked, e poco dopo si trasferisce in Germania, portando comunque avanti la sua collaborazione con gli Annihilator.
Nel 2003 subentra a Klaus Sperling nei Primal Fear, con i quali collaborerà per quasi un decennio. Nel 2011 diventa endorser Pearl.
Nel 2014 abbandona i Primal Fear per inconciliabili divergenze personali con il leader Ralf Scheepers.
A fine 2015, Randy viene ingaggiato ufficialmente dal gruppo heavy metal statunitense W.A.S.P. per il loro imminente tour, dopo la partenza del loro precedente batterista Mike Dupke.
Nel 2018 entra a far parte dei thrasher tedeschi Destruction.

## Discografia

### Con gli Annihilator
- 1994 – King of the Kill
- 1996 – Refresh the Demon
- 2002 – Waking the Fury

### Con Bif Naked
- 1998 – I Bificus

### Con i Primal Fear
- 2004 - Devil's Ground
- 2005 - Seven Seals
- 2007 - New Religion
- 2009 - 16.6 (Before the Devil Knows You're Dead)
- 2010 - Live in U.S.A.
- 2012 - Unbreakable
- 2014 - Delivering the Black